# Título de produção
Título de produção, título de trabalho ou título falso é o nome temporário de um produto utilizado no inicio de seu desenvolvimento, geralmente em produção de filmes, telenovelas, jogos de vídeo, músicas ou álbum.

## Objetivo
Títulos de trabalho são usados principalmente por duas razões. A primeira é que um título oficial ainda não foi decidido e o título de trabalho esta sendo usado em sua vez, por fins de nomeação, o segundo é uma artimanha para disfarçar internacionalmente o desenvolvimento de grande projetos.
Exemplo da primeira razão, inclui o filme Die Hard with a Vengeance, que foi produzido sob o título de Die Hard: New York e os filmes James Bond, que são geralmente produzido com o título Bond 22, até que o título oficial seja confirmado.
Exemplo da segunda, inclui o filme Tropa de Elite 2: o Inimigo agora É Outro, que iniciou o seu desenvolvimento usando o título Crime organizado, assim a produção conseguiu enviar disfarçadamente o roteiro para Agência Nacional do Cinema, sendo um dos processos para estratégia contra a pirataria.
Outro exemplo é o PlayStation 4 que foi desenvolvido sob o nome de Orbis. Isto foi feito para preferencialmente disfarçar o produto que está sendo desenvolvido. [carece de fontes?]